# Mount Warrenheip
Mount Warrenheip är ett berg i Australien. Det ligger i regionen Moorabool och delstaten Victoria, omkring 92 kilometer väster om delstatshuvudstaden Melbourne. Toppen på Mount Warrenheip är 745 meter över havet, eller 181 meter över den omgivande terrängen. Bredden vid basen är 4,8 km.
Runt Mount Warrenheip är det ganska glesbefolkat, med 22 invånare per kvadratkilometer.. Närmaste större samhälle är Ballarat, nära Mount Warrenheip. 
I omgivningarna runt Mount Warrenheip växer huvudsakligen savannskog. Genomsnittlig årsnederbörd är 764 millimeter. Den regnigaste månaden är juni, med i genomsnitt 94 mm nederbörd, och den torraste är januari, med 26 mm nederbörd.